# Emil Preetorius (Grafiker)

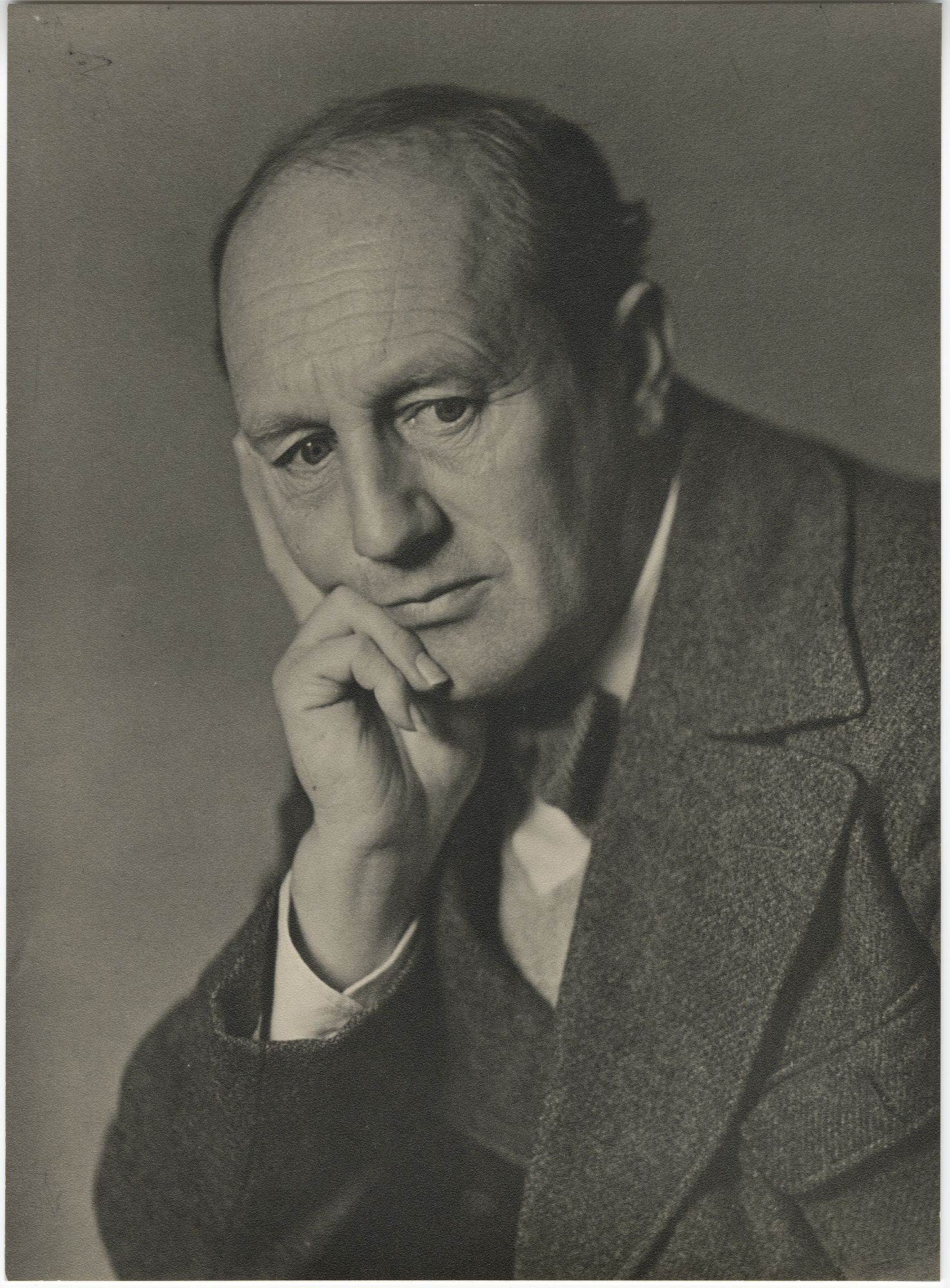
Emil Preetorius, Porträtaufnahme von Theodor Hilsdorf

Emil Preetorius (* 21. Juni 1883 in Mainz; † 27. Januar 1973 in München) war ein deutscher Illustrator, Grafiker, Buchgestalter und Kunstsammler. Er gilt auch als einer der bedeutendsten Bühnenbildner der ersten Hälfte des 20. Jahrhunderts.

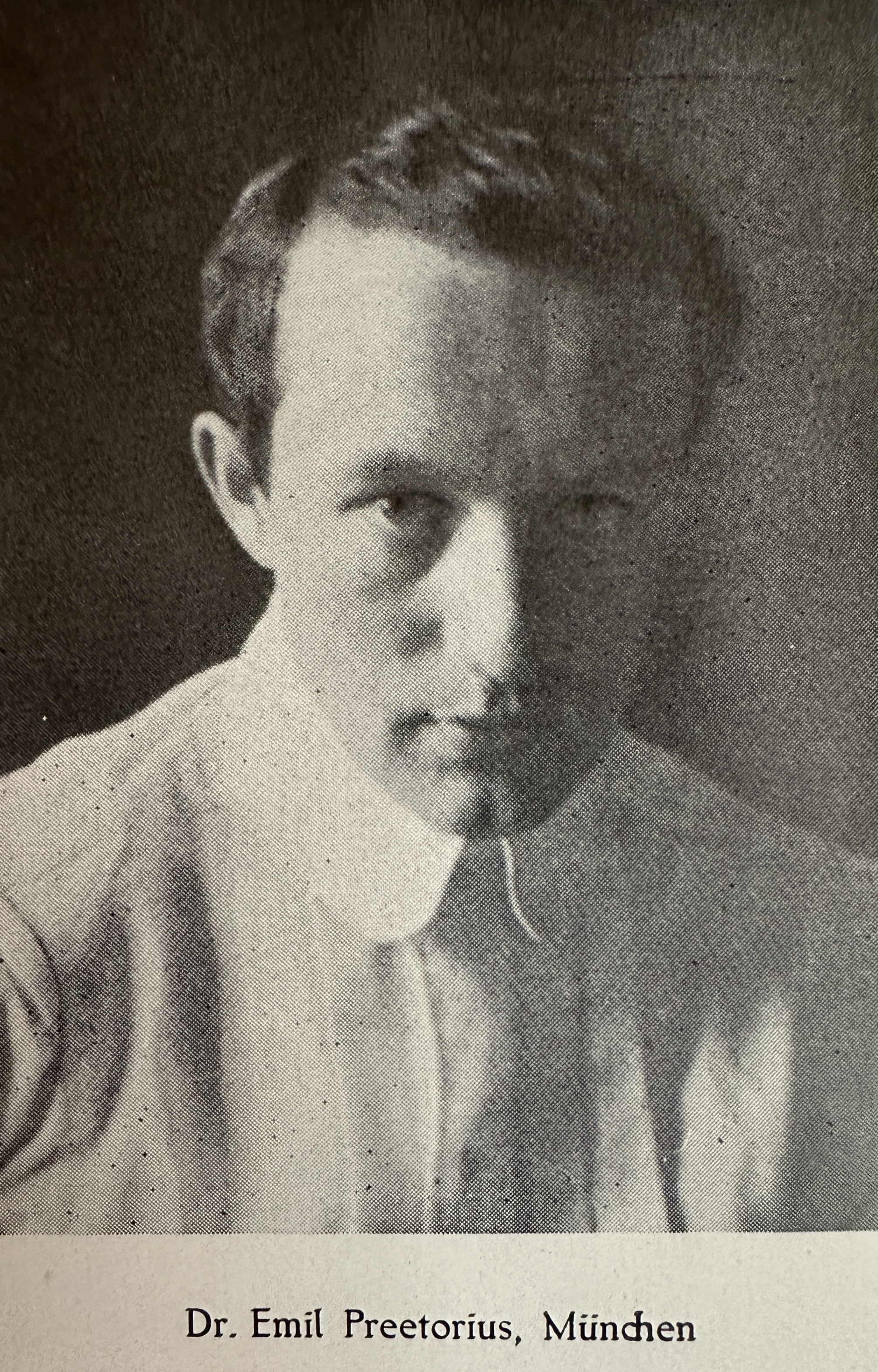
Der junge Emil Preetorius aus einer Aufnahme vor 1914

## Herkunft
Seine Eltern waren der Generalstaatsanwalt Karl Jakob Preetorius (* 12. Januar 1854; † 1947) und dessen Ehefrau Maria Reuleaux (* 30. November 1859; † 21. Oktober 1942). Sein Bruder Willy Preetorius (1882–1964) war Maler und Zeichner.

## Leben

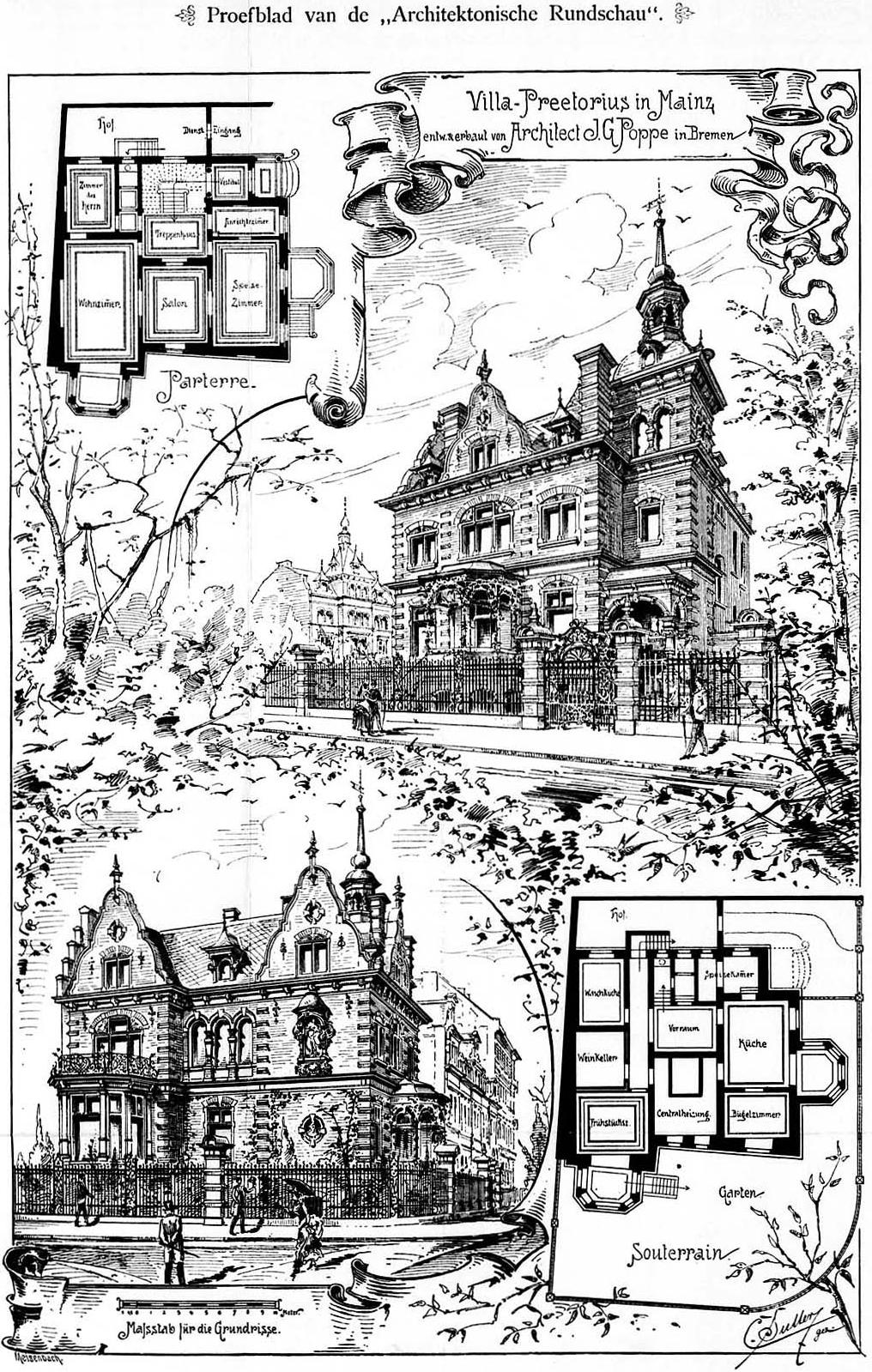
Die Villa Preetorius in Mainz

Preetorius besuchte das Alte Gymnasium in Mainz und ab 1893 das Ludwig-Georgs-Gymnasium in Darmstadt, an dem er 1901 sein Abitur ablegte. Nach dem Militärdienst studierte er ab 1902 Rechtswissenschaften, Kunstgeschichte und Naturwissenschaften in München, Berlin und Gießen, wo er mit einer Arbeit zur ehelichen Vormundschaft und dem Bürgerlichen Gesetzbuch 1906 zum Dr. jur. promoviert wurde. Betreuer war Arthur Benno Schmidt. Anschließend besuchte er kurze Zeit die Münchner Kunstgewerbeschule, bildete sich aber vorwiegend autodidaktisch als Maler und Zeichner aus.
1909 gründete er gemeinsam mit Paul Renner die Schule für Illustration und Buchgewerbe in München, leitete seit 1910 die Münchner Lehrwerkstätten, übernahm 1914 zusammen mit Paul Renner und Gustav Britsch die Leitung der Debschitzschule und wurde nach vereinzelten Lehraufträgen in den 1920er Jahren im Jahr 1926 Leiter einer Klasse für Illustration sowie einer Klasse für Bühnenbildkunst an der Hochschule für Bildende Künste in München, an der er ab 1928 als Professor wirkte. 1914 gründete Preetorius zusammen mit Franz Paul Glaß, Friedrich Heubner, Carl Moos, Max Schwarzer, Valentin Zietara die Künstlervereinigung „Die Sechs“, eine der ersten Künstlergruppen für die Vermarktung von Werbeaufträgen, speziell Plakaten. Er war zudem Mitglied in weiteren Künstlerverbünden, wie dem Deutschen Werkbund oder Deutschen Künstlerbund.
Preetorius schuf Illustrationen zu zahlreichen belletristischen Werken ab 1908. Er gehörte zum Freundeskreis von Thomas Mann, für dessen Werke Herr und Hund und Bekenntnisse des Hochstaplers Felix Krull erdie Bucheinbände entwarf. Preetorius gestaltete auch den Einband zur ersten öffentlichen Ausgabe von Heinrich Manns Roman Der Untertan (1918). 1921 schuf er sein erstes Bühnenbild für Iphigenie auf Aulis für das Münchener Nationaltheater. Seit 1923 war Preetorius für die Münchner Kammerspiele tätig. 1931 wurde er szenischer Leiter der Bayreuther Festspiele.
1942 geriet Preetorius nach einer Denunziation als „Judenfreund“ kurzfristig in Gestapo-Haft, wurde aber auf Betreiben Adolf Hitlers, der ihn zu den drei wichtigsten Bühnenbildnern zählte, wieder freigelassen. Er versuchte, sich in der NS-Zeit mit dem System zu arrangieren, für ihn stand jedoch stets die Kunst im Vordergrund und an erster Stelle. 1944 debütierte er als Bühnenbildner der Richard-Strauss-Uraufführung Die Liebe der Danae bei den Salzburger Festspielen, allerdings gelangte die Produktion aufgrund der kriegsbedingten Theatersperre nur zu einer Öffentlichen Generalprobe. Die tatsächliche Uraufführung dieser Produktion fand dann im Sommer 1952 in Salzburg statt. 1948 gestaltete Preetorius die Bühnenbilder für Günther Rennerts Salzburger Inszenierung von Beethovens Fidelio mit Wilhelm Furtwängler am Pult.
1951 trat Preetorius in den Ruhestand. Von 1947 bis 1961 war Preetorius Mitglied des Bayerischen Senats. Von 1953 bis 1968 amtierte er als Präsident der Bayerischen Akademie der Schönen Künste in München, deren Mitglied er seit 1948 war. Seit 1952 war er Mitglied der Deutschen Akademie für Sprache und Dichtung in Darmstadt. Seit 1955 gehörte Preetorius dem Wissenschaftlichen Beirat der Sachbuchreihe Rowohlts deutsche Enzyklopädie an. Zudem setzte er sich als Kultursenator in München für die Kunst - und Kulturpolitik der Stadt ein. 
In seinen Buch-Einband-Gestaltungen, Literaturillustrationen, Werbeanzeigen und Plakaten war Preetorius vom japanischen Holzschnitt beeinflusst, als Bühnenbildner knüpfte er an den romantischen Klassizismus an. Er veröffentlichte unter anderem Vom Bühnenbild bei Richard Wagner (1938), Weltbild und Weltgestalt (1947) und Geheimnis des Sichtbaren (1963).
Seine Sammlung, die neben asiatischer Kunst auch persische, türkische und indische Buchmalereien beinhaltet, wurde 1960 an den Freistaat Bayern verkauft und befindet sich heute im Museum Fünf Kontinente, München.
Er wurde in München auf dem Bogenhausener Friedhof bestattet.
Er heiratete 1945 die Grafikerin und Kostümbildnerin Lilly Krönlein (1900–1997).

## Ehrungen
- 1912 November 25: Silberne Verdienstmedaille für Kunst und Wissenschaft (Großherzogtum Hessen)[6]
- 1953: Großes Verdienstkreuz der Bundesrepublik Deutschland
- 1953: Ehrendoktor der Ludwig-Maximilians-Universität München
- 1955: Johann-Heinrich-Merck-Ehrung der Stadt Darmstadt
- 1956: Ehrenbürger und Ehrendoktor der Universität Mainz[7]
- 1958: Ehrendoktor der Universität Gießen
- 1965: Auszeichnung mit dem Bayerischen Verdienstorden
- 1966: Kultureller Ehrenpreis der Landeshauptstadt München
- 1968: Ehrenpreis der Bayerischen Akademie der Schönen Künste

## Schriften (Auswahl)
- Von der Zeichnung als Illustration. In: Aloys Ruppel (Hrsg.): Gutenberg Festschrift zur Feier des 25jährigen Bestehens des Gutenbergmuseums in Mainz. Gutenberggesellschaft, Mainz 1925, DNB 36606570X, S. 160–163.
- Über das Exlibris. In: Aloys Ruppel (Hrsg.): Gutenberg Festschrift zur Feier des 25jährigen Bestehens des Gutenbergmuseums in Mainz. Gutenberggesellschaft, Mainz 1925, DNB 36606570X, S. 335–337.
- Zum Problem der Wagner-Szene. In: Gebrauchsgraphik. Jg. 12 (1935), Heft 11, S. 2–13 (Digitalisat).
- Vom Bühnenbild bei Richard Wagner. Joh. Enschedé en Zonen, Haarlem 1938, DNB 361583958.
- Gedanken zur Kunst. Piper, München 19474, DNB 453839738 (Erstausgabe 1940 bei Küpper).
- Weltbild und Weltgehalt. Zur Krise künstlerischen Schaffens (= Wissenschaft und Gegenwart. Bd. 17). Klostermann, Frankfurt am Main 1947, DNB 453839843.
- Geheimnis des Sichtbaren. Gesammelte Aufsätze zur Kunst. Piper, München 1963, DNB 453839746.

## Illustrierte Bücher (Auswahl)
- Adelbert von Chamisso: Peter Schlemihls wundersame Geschichte, 1908.
- Emil Lucka: Isolde Weisshand, 1909.
- Alain-René Lesage: Der hinkende Teufel, 1910.
- Felix Schloemp: Lorbeerkranz und Firlefanz, 1911.
- Jean Paul: Des Luftschiffers Giannozzo Seebuch, 1912.
- Kurt Friedrich-Freksa: Phosphor, 1912.
- Alphonse Daudet: Die wunderbaren Abenteuer des Tartarin von Tarascon, 1913.
- Ernst Elias Niebergall: Datterich, 1913.
- Joseph von Eichendorff: Aus dem Leben eines Taugenichts, 1914.
- Klabund: Das deutsche Soldatenlied, 1914.
- Jean Paul: Leben des vergnügten Schulmeisterleins Wuz in Auenthal, 1915.
- Claude Tillier: Mein Onkel Benjamin, 1916.
- Friedrich Gerstäcker: Herrn Mahlhubers Reiseabenteuer, 1917.
- Carl Spitzweg: Gedichte & Briefe, 1918.
- Thomas Mann: Herr und Hund. Ein Idyll, 1919.
- E. T. A. Hoffmann: Der Elementargeist, 1919.
- Frank Wedekind: Lautenlieder, 1920.
- Lithographische Mappenwerke: Skizzen, Bildnisse 1910–1919.

## Sekundärliteratur, Werkkataloge
- Lutz Trautmann: Vom Recht zur Kunst. Emil Preetorius und die Universität Gießen, in: Mitteilungen des Oberhessischen Geschichtsvereins 105 (2020), S. 403–411.
- Emil Preetorius. Ein Leben für die Kunst (1883-1973). Hg. von Michael Buddeberg. München 2015. ISBN 978-3-7774-2404-0.
- Ulrike Krone-Balcke: Preetorius, Emil. In: Neue Deutsche Biographie (NDB). Band 20, Duncker & Humblot, Berlin 2001, ISBN 3-428-00201-6, S. 683 f. (Digitalisat).
- Артур Рудзицкий (Artur Rudsyzkyj) Эмиль Преториус\Emil Preetorius – Kiew. – 1996.
- Walter Heist et al.: Emil Preetorius : Grafiker, Bühnenbildner, Sammler. Mainz: Krach, 1976. (Kleine Mainzer Bücherei; Bd. 10). ISBN 3-87439-035-7.
- Emil Preetorius: Münchner Erinnerungen (1945) (= Imprimatur. Ein Jahrbuch für Bücherfreunde. N.F. VII), Frankfurt am Main 1972.
- Curt Tillmann: Emil Preetorius – Bibliographie der Buchumschläge, Imprimatur. Ein Jahrbuch für Bücherfreunde. N.F. VII, Frankfurt am Main 1972.
- Georg Ohr: Emil Preetorius – Bibliographie der illustrierten Bücher und Mappenwerke, Imprimatur. Ein Jahrbuch für Bücherfreunde. N.F. VII, Frankfurt am Main 1972.
- Emil Preetorius: Kunst des Ostens – Sammlung Preetorius. Hrsg. von Elisabeth Michaelis. Mit Beitrag von Roger Goepper und Ernst Kühnel. Atlantis Verlag, Zürich 1963.
- Emil Preetorius (Nachwort): Zehntausendfaches Glück. Farbige Bildergrüße aus Japan. 16 Surimonos aus der Sammlung Emil Preetorius. Mit Bilderläuterungen von Roger Goepper. München: Piper 1959.
- Eberhard Hölscher: Emil Preetorius. Das Gesamtwerk. Buchkunst, Freie und Angewandte Graphik, Schriftgestaltung, Bühnenkunst, Literarisches Schaffen (= Monographien künstlerischer Schrift; 10), Berlin, Leipzig: Verlag für Schriftkunde heintze & Blanckertz 1943.
- Emil Preetorius: das szenische Werk. Berlin, Wien: Limbach 1941, 3. erweiterte Auflage 1944.
- Aleksander Ger (Александр Гер): Эмиль Преториус\Emil Preetorius. Kiew. Zeitschr. "Iskusstwo". 1912.
- Jens Müller: Design-Pioniere. Die Erfindung der grafischen Moderne. Callisto Publishers, Berlin 2017, ISBN 978-3-9817539-3-6.

## Dokumente
Briefe von E. Preetorius von 1927–1929 befinden sich im Bestand des Leipziger Musikverlages C.F.Peters im Staatsarchiv Leipzig.